# 棒倒し

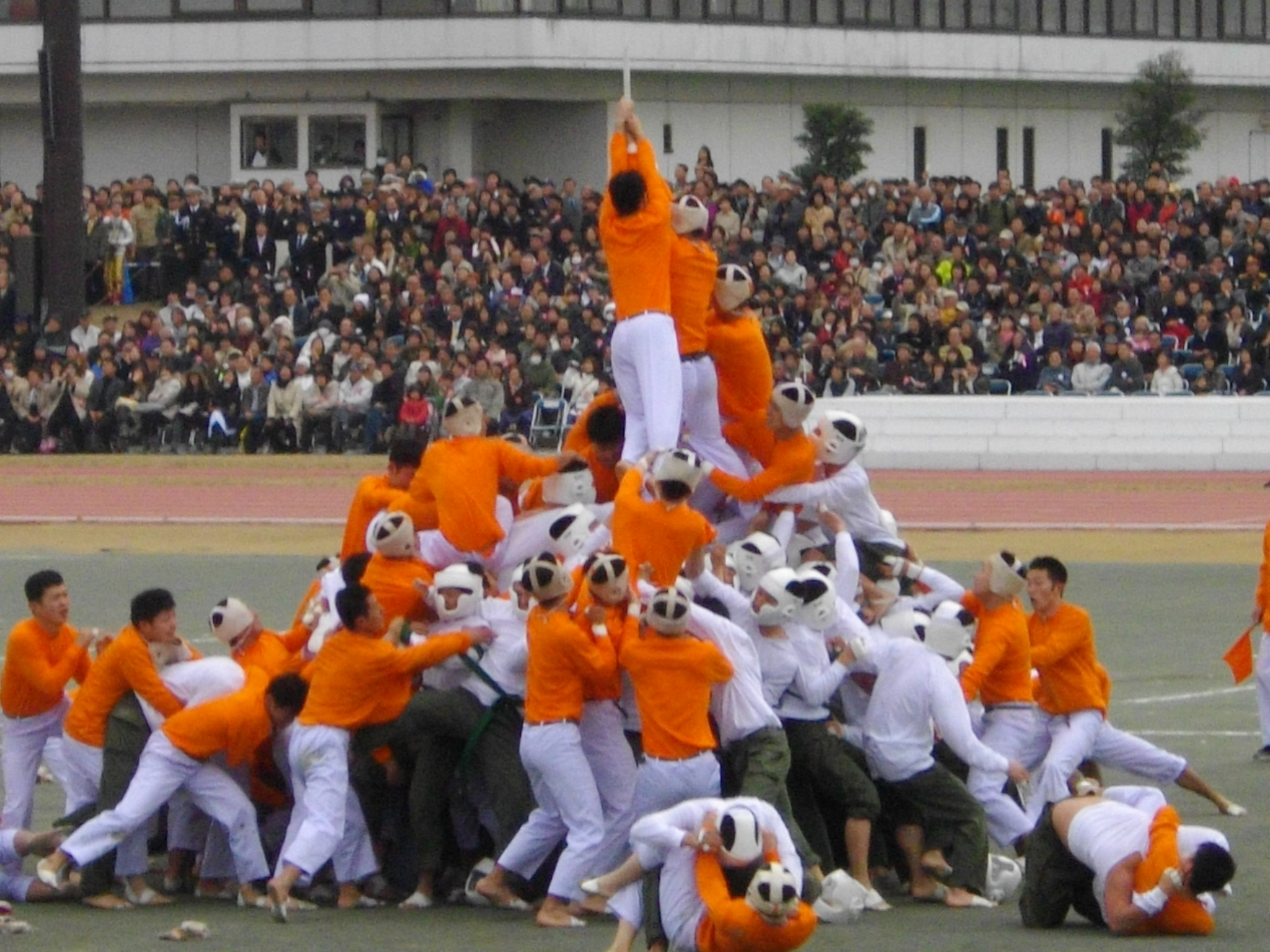
防衛大学校の棒倒し（2010年）

棒倒し（ぼうたおし）は、自チームの棒を倒そうとする相手チームからの攻撃を耐えつつ、相手チームの棒を攻撃してこれを倒すことを目的とする競技である。主に運動会・体育祭といったイベントの1種目として行われる。
原則として陸上競技だが水上で行われることもあり、2008年にはグラビアアイドルらが大磯ロングビーチで「水中棒倒し」を行った。

## ルール
棒には、人の身長よりも長く（おおよそ3~5m）、かつ、よじ登れるほどの強度を持つ丸太状の木柱を使用する。この棒には立てて支えるためのロープを数本取り付けられている場合がある。
1チームに対し1本または複数割り当てられた棒を決められた位置に立て、防御メンバーの一部がこれを取り囲んで安定させる。攻撃メンバーは競技場内を移動し、相手チームの棒を倒しにかかる。棒が倒された場合、その棒を守るチームは負けとなる。あるいは1チームに複数の棒が割り当てられている場合は、その棒の防衛を構成する競技者は競技から脱落する。
棒が倒されたと判定される基準としては、以下のような基準が使用されることが多い。
1. 棒が物理的に倒れた場合、あるいは決められた角度以上に傾いた場合
2. 棒の地面に接するべき部分のすべてが地面から離れた場合
3. 棒の地面に接するべき部分の一部が地面から離れた場合
4. 棒の先端に取り付けられた旗などを奪われた場合

棒を倒しあうことが目的の競技であるため、最も基本的な基準は1といえる。4は比較的安全なため、小学校等での競技の際に使用される。
危険防止のため、競技は裸足で行うことが多い。ラグビー用のヘッドキャップを着用する、爪を切るといった指導がされることもある。また、衣類を掴まれて頭から落ちないように、また衣類によって首が絞まらないように、男子は上半身裸になることもある。同様な理由で鉢巻も禁止の場合もある。一般に殴る蹴るなどの暴力行為・危険行為が反則とされることが多い。男女別、男女混合のいずれで行うかは組織により異なる。

## 戦術
自チームの棒の周囲と相手チームの棒の周囲のそれぞれに主な競技の場が出現する性質の競技であることなどから、一般にチーム内でメンバーごとに異なった役割が与えられることとなる。下記に主な役割を大別列挙するが、1チームあたりの人数の多寡や作戦により役割のバリエーションにも変化が生ずる。
- 攻撃
  - 一般的には徒党を組み、相手の防御する棒に突入する。主に先に突入して他の攻撃メンバーが棒にとびかかるための経路を確保する者、先行の攻撃メンバーやや下記のスクラムが切り開いた場所などから棒に飛びかかり棒を倒しにかかる者などの役割分担がなされる。
  - 場合によってはスクラムが使用されることもある。これはスクラムを組んで相手側防御の形成するサークルに突入し、後からくる攻撃メンバーが棒に取りかかる道を開く、もしくは相手の棒に圧力を加えて傾きやすくするものである。
- 守備
  - 一般に棒を取り囲みそれを直接支えるメンバーと、その周囲を周回して相手の攻撃メンバーの突入を防ぐメンバーとに大別される。

## 事故
1984年9月、福岡大学附属大濠中学校・高等学校の体育祭の棒倒しで、2年生男子生徒が催しの最中、腹部を蹴られて転倒、演目中そのまま他生徒に踏みつけられて内臓破裂の重症を負う。1989年8月、本人を含む両親が「事故回避の注意義務を怠った」として、同校を経営する学校法人福岡大学を相手取り約5000万円の損害賠償を求めて提訴。1992年4月21日福岡地方裁判所小倉支部（綱脇和久裁判長）は原告の請求を棄却。

## 防衛大学校の棒倒し
防衛大学校において、棒倒しは、1954年（昭和29年。同年7月1日に自衛隊および防衛庁発足に合わせ保安大学校から防衛大学校へ改称）以降、毎年の開校祭において行われ、春のカッター競技、年度末の断郊競技と合わせて3大競技とされている。
競技は各大隊対抗で行われる。棒倒しが、そもそも陸軍士官学校・陸軍航空士官学校・海軍兵学校といった帝国陸軍・帝国海軍の士官養成校で主に行われていた競技であることを継承している。参加者は所属する大隊の名誉をかけ激しく戦い、各大隊毎に緻密な作戦が立てられ、他大隊の練習情報を収集する部隊まで編成される（主に女子学生が行う）ほどである。
参加者は各大隊の精鋭150名であり、攻撃部隊、防御部隊に分けられる。ルールは至って簡単で、まず棒が競技場内に描かれた円の中に設置される。防御部隊はその円内でのみ行動ができる。試合開始の合図と共に双方の攻撃部隊は相手方の棒に攻撃をかけ、2分以内に相手方の棒を先に倒せば勝利となる（棒が3秒間30度倒れた時点で倒れたとみなされる）。
攻撃役は上着に各大隊のカラー（赤・青・緑・橙）に染められたシャツを着用、防御役は白のシャツを着用する。試合開始前には、体育学教室の教官（幹部自衛官）や助教（曹）らの下、人員の点呼が行われ、彼らにより爪が伸びていないかなどの安全点検がなされる。また空手道部やボクシング部などの打撃系校友会（クラブ活動）の学生は攻撃部隊に参加できず、防御部隊を務める。優勝大隊には「棒倒し優勝大隊」と記された看板、優勝旗、優勝カップなどが授与され、学生宿舎に飾られる。
各大隊は勝利のため部隊をさまざまなパートに分けて態勢を整えている。その編成は大隊によってさまざまであるが、一例を以下に記す。
- 攻撃部隊
  - スクラム - スクラムを組んで棒に突進する、また突攻の踏み台となる
  - 突攻 - 跳びついて棒を倒す
  - 遊撃 - 攻撃全般支援
- 防御部隊
  - 棒持ち - 棒を支え続け倒れないようにする
  - 上乗り - 棒の上に乗り、跳んでくる突攻を蹴り落とす
  - サークル - 棒を囲んで守る
  - キラー - 攻めてくる敵を妨害する
  - イージス - 能動的に機動しスクラムを無効化する防御系スクラム、イージスシステムにちなむ

なお、2002年に行われた陸上自衛隊北部方面隊創隊50周年記念行事において、札幌ドームで同様の各師団対抗棒倒しが行われた。このときの優勝は第7師団（隷下に主に第11普通科連隊、第71・第72・第73戦車連隊）である。

## 登場する作品
- 『無法松の一生』（映画、1943年公開、稲垣浩監督）
- 『棒たおし!』（映画、2003年公開、前田哲監督）
- 『神様の言うとおり』
- 『あおざくら 防衛大学校物語』